# トゥウェンテ大学
トゥウェンテ大学（オランダ語：Universiteit Twente）は、オランダ王国オーファーアイセル州の基礎自治体エンスヘデに位置する公立大学である。1961年に設立された。大学の略称はUT。UTは2017年度、ロイター通信が選ぶ欧州でもっとも革新的な大学ランキングで65位に、そして2022年度QS World University Rankingsで212位である。

## 沿革
1961年12月、デルフト工科大学、アイントホーフェン工科大学に続くオランダ国内における三番目の工科系教育機関がエンスヘデに設立されることが決定される。1964年9月14日、ユリアナ (オランダ女王)とベルンハルト (オランダ王配)、そして当時の学長ヘリット・ベルクホフ（Gerrit Berkhoff）の立会いのもと当大学の前身であるトゥウェンテ工科大学（Technische Hogeschool Twente）が正式に開校された。1986年に現在の名称トゥウェンテ大学となる。

## 特徴
元来工学系の大学であったが、現在はビジネス、教育、コミュニケーション科学、心理学等の工学系以外の多様な教育が提供されている。しかし現在もデルフト工科大学、アイントホーフェン工科大学、ヴァーヘニンゲン大学の工学系大学との関係が強く、当大学をあわせた4工学系大学で大学同盟４TUを構成している。また欧州にある11大学とのパートナーシップEuropean Consortium of Innovative Universities (ECIU) にも加盟している。

## キャンパス

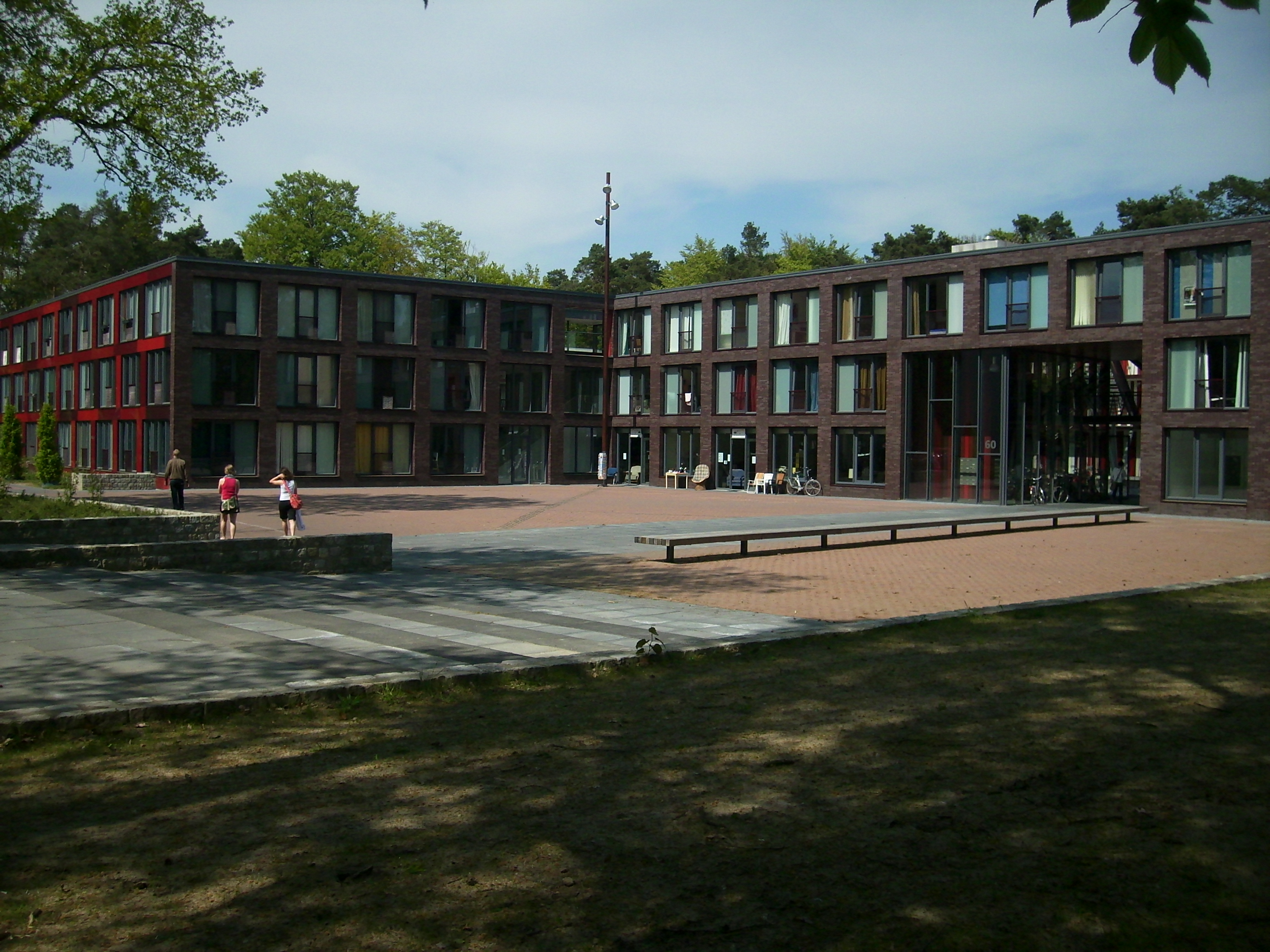
キャンパス内の学生住宅

当大学のキャンパスはエンスヘデとヘンゲローの中間辺りに位置するもともと国有地であったドリエネルロに設立された。森林、草原、低湿地など多くの自然が残る140ヘクタール（東京ドーム約30個分）という広大なこの敷地に2人の建築家Van TijenとVan Embdenが設計したキャンパスは、オランダにおいて最初の、そしてこれまでのところ唯一のキャンパスがある大学である。キャンパス内には研究・教育施設の他、医療施設、スポーツ施設、農場、キャンプ施設、図書館、美容院、スーパーマーケット、バー、カフェ、レストラン、食堂、ホテル、学生住宅、教員住宅等がある。

## 学部
大学は5つの学部から構成されている。

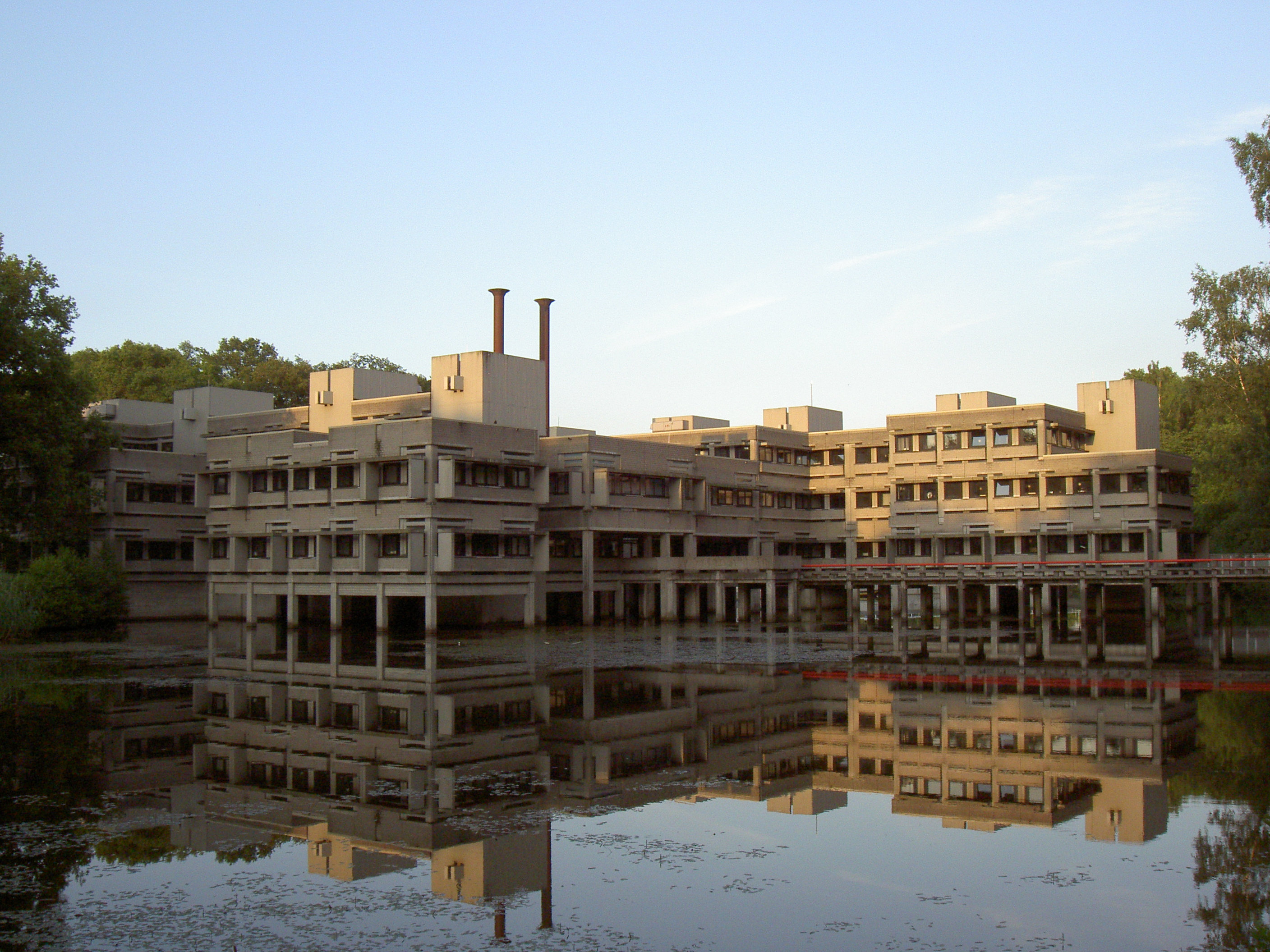
トゥウェンテ大学　キュービカス

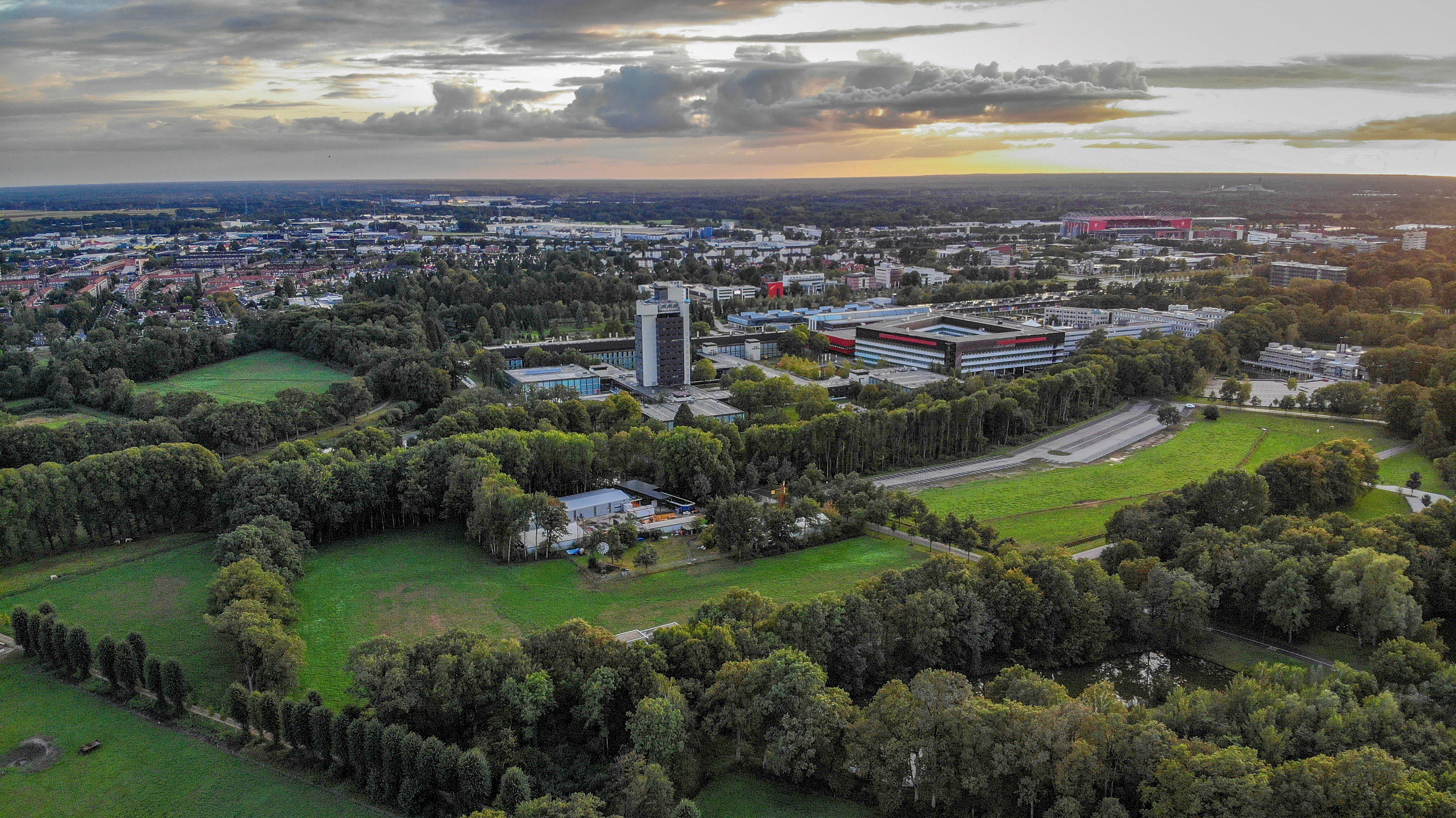
トゥウェンテ大学　キャンパス

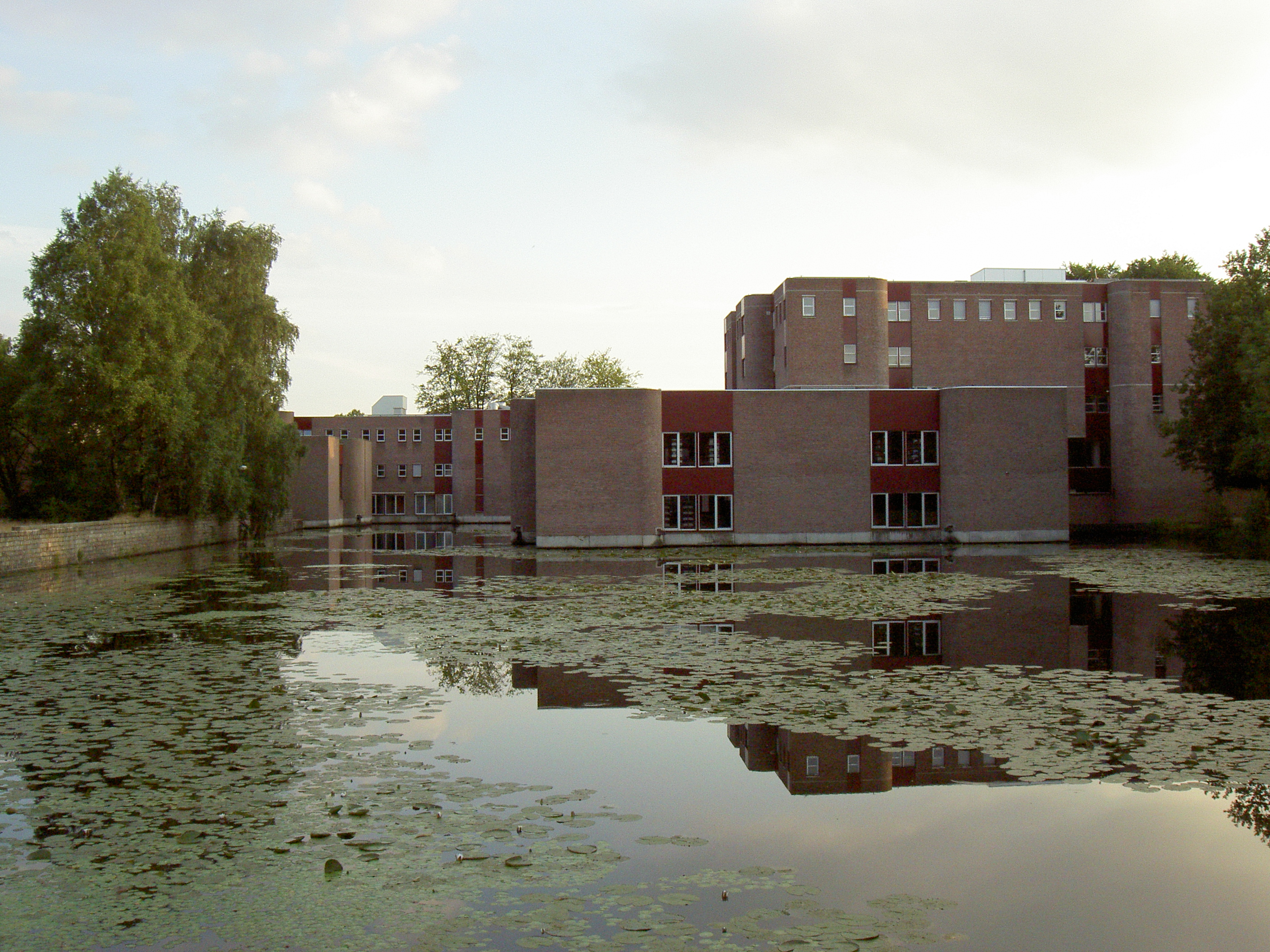
図書館の裏側と池

- 行動科学、マネジメントと社会科学　Behavioural Sciences, Management and Social Sciences (BMS)
- 技術工学　Engineering Technology (CTW)
- 電気工学、数学とコンピュータサイエンス　Electrical Engineering, Mathematics and Computer Science (EEMCS)
- 科学と工学　Science and Technology (TNW)
- 地理情報科学と地球観測　Faculty of Geo-information Sciences and Earth Observation (ITC)

## 研究機関

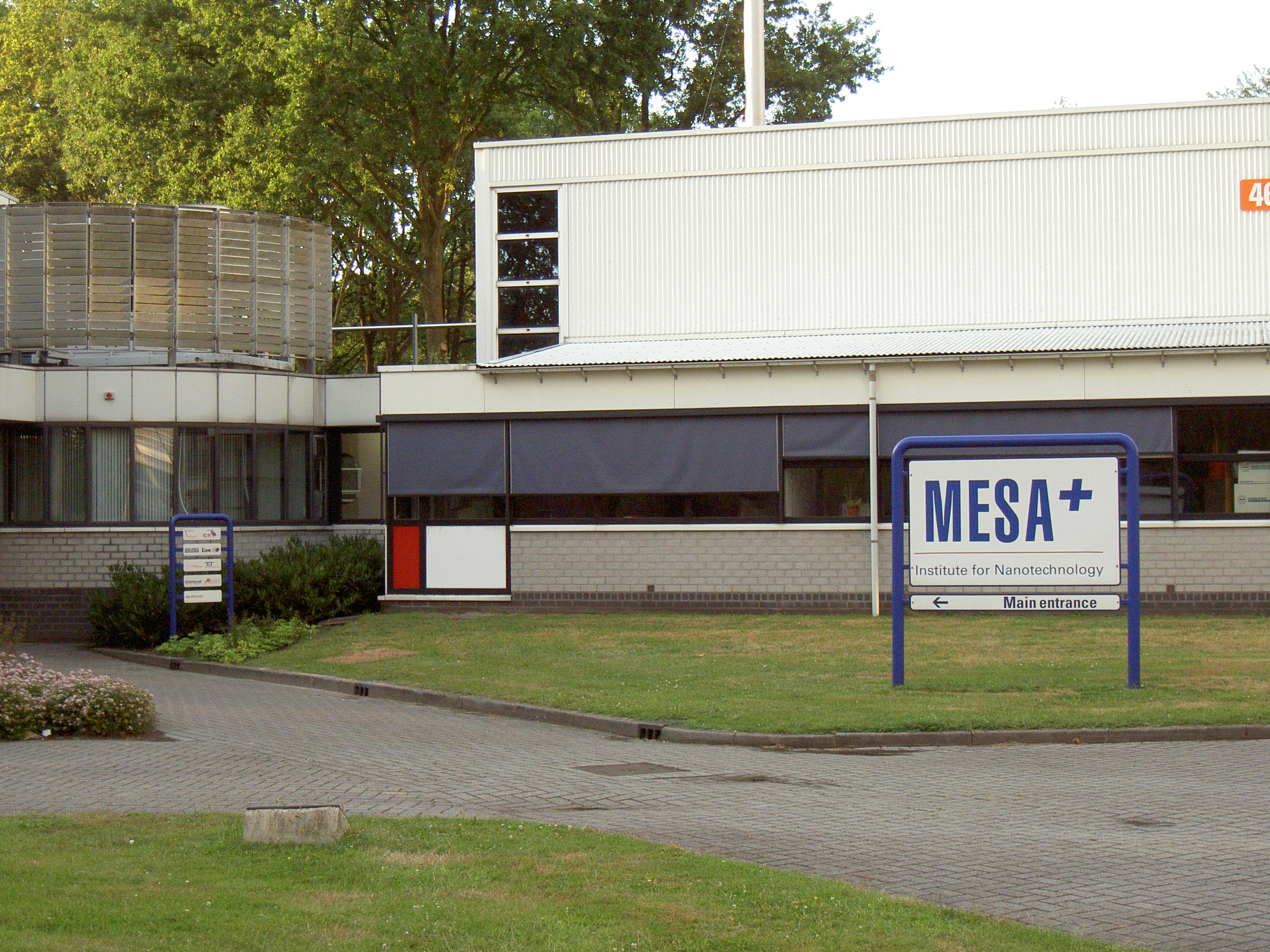
Mesa+入り口

- MESA +　-　ナノテクノロジー研究所(Instituut voor Nanotechnologie)(MESA)
- TechMed Centre
- Digital Society Institute (DSI)

## 大学ランキング
タイムズ・ハイヤー・エデュケーション・ランキングによると、トゥウェンテ大学は世界で最も権威のある200の大学のひとつとされている。同大学は、「産業・イノベーション・インフラストラクチャー2021」ランキングで特に好成績を収め同大学は世界ランキングで11位である。また心理学と社会科学も好成績を収め、世界ランキングで101～125位を獲得した。
上海ランキング2021では、トゥエンテ大学の地理情報科学と地球観測学部が受賞した。リモートセンシングの分野では、世界のトップ10大学にランクインした。
国内大学ランキングでは最も権威のある「Keuzegids Universiteiten」によると、トゥエンテ大学はオランダで最も優れた技術系大学として選出された。